# Michael Muller
Michael Muller (* 1961 in den Vereinigten Staaten) ist ein US-amerikanischer Fotograf.

## Leben
Michael Muller wurde 1961 in den Vereinigten Staaten geboren. Als er 16 Jahre alt war, wurde das erste Mal ein Snowboard-Bild von ihm veröffentlicht. In den folgenden Jahren begann er ein Fotografiestudium, das er allerdings abbrach. Mit 22 Jahren arbeitete er für die Zeitschrift Elle. Später fotografierte er auch in New York City und Paris. Dort lichtete er Musiker und Prominente ab und widmete sich dem Werbeshooting bekannter Marken. Heute lebt und arbeitet Muller in Los Angeles. Mit seiner Ehefrau Kimberly Muller hat er eine Tochter.
Mullers Bilder wirken durch den Einsatz von Licht und Farben, die er nutzt, um den Werken seinen persönlichen Stil zu geben. Oftmals sehen die Hintergründe aus, als seien es „Landschaften auf einem anderen Stern, die nur eine Kopie unserer Welt darstellen“.
Ein Beispiel ist die Aerial-LA-Night-Serie, eine Reihe von Langzeitaufnahmen in Los Angeles, zu erkennen sind auf diesen Bildern allerdings ein vollständig schwarzer Hintergrund und farbige Lichtstriemen im Vordergrund, die durch Autos, Flugzeuge und den Mond entstanden sind.

## Werke
Der Fotograf hat bereits für Titelseiten von Zeitschriften, Werbekampagnen und CD-Cover fotografiert. Neben Elle, für die Muller seit dem Beginn seiner Karriere immer wieder arbeitet, hat er Aufträge bei folgenden Magazinen: Rolling Stone, Flaunt, ESPA Magazine, Filter, AP (Alternative Press), Harper’s Bazaar, Violet, Total Film, Premier, Cinemania, Glamour, Empire, Optimum und Woman’s Health, Detour, Spin, The New Yorker, Sky und Marie Claire.
Ferner wirkte er bei Erstellung der CD-Cover zu Alben von Velvet Revolver, Jerry Lee Lewis und den Red Hot Chili Peppers mit. Muller hat viele bekannte Musiker, Bands und Schauspieler abgelichtet. Darunter beispielsweise: Blind Melon, Elton John, Green Day, Joe Cocker, Limp Bizkit, Rancid, Will Smith, The Hives, Travis, Alyssa Milano, Ben Affleck, Flea, seine Frau Kimberly, Leonardo DiCaprio, Orlando Bloom, Pharrell, Shannen Doherty, Tommy Lee Jones und Red Hot Chili Peppers. Für Letztere hat er am Erscheinungsbild des 2006 veröffentlichten Stadium Arcadium mit dem renommierten Fotografen, Filmregisseur, Produzenten und Musiker Gus Van Sant zusammengearbeitet.
Dazu kommt noch die Gestaltung zahlreicher Film- und Fernsehplakate. Unter anderem: Spider-Man 3, Fantastic 4, Eragon, Friday Night Lights, Nachts im Museum, Walk the Line, X-Men 3, Alle hassen Chris, MTV Laguna 06 und 07, Pimp My Ride, NBC Heroes und Supernatural. Außerdem hat Muller für die Kampagnen von Airwalk, Nike und Speedo fotografiert.

### Airwalk-Kampagne 2005
Die Airwalk-Bilder wurden unter anderem in Huntington Beach in Kalifornien aufgenommen. Muller beschreibt sie als realistisch aussehend durch die farblichen Kontraste.

### Speedo-Kampagne 2005/2006
Die Arbeit für Speedo bezeichnet Muller selbst als etwas, das er anders machen wollte. Hierfür wurde mit Olympischen Athleten gearbeitet. Es gab auch Unterwasseraufnahmen mit Schwimmern, für die sich Muller besonders mit dem Licht beschäftigt hat, wie er sagt. Die Bilder wurden im Schwimmbecken der Olympischen Sommerspiele 1984 in Los Angeles aufgenommen.

## Ausstellungen
Muller hat einige Serien seiner Fotografien ausgestellt:
- 2002 – American Outlaw ist eine Reihe von (großenteils) Schwarz-Weißarbeiten, die nach Muller das Leben „auf dem Motorrad“ verkörpern.
- 2005 – Superfamous diese Bilderserie beschäftigt sich mit „bekannten“ Personen wie Elvis Presley, Marilyn Monroe bzw. Superman und Homer Simpson.
- 2007 – Quiet ist eine Serie von recht mystisch wirkenden Unterwasserfotografien mit Frauen in langen Stoffgewändern und verschiedenen Gegenständen (Bücher, Ringe etc.), die im Wasser schwerelos wirken. Zum Teil sind die Bilder auch gegen das Licht fotografiert.
- 2007 – Another Night Upon Us ist die fotografische Umsetzung der Gedichte von Marco Johnson, mit dem Muller während der Aufnahmen eng zusammengearbeitet hat. Die Aufnahmen wurden in einem Buch veröffentlicht.[2]
- 2016 – SHARKS zeigt Unterwasser-Aufnahmen von Haien aus einem Zeitraum von zehn Jahren. Die Aufnahmen wurden in einem Buch veröffentlicht.[3]

## Veröffentlichungen
- Haie – Auge in Auge mit den gefährdeten Räubern der Meere. Taschen Verlag, Köln 2016, ISBN 978-3-8365-2530-5.[4]